# Campeonato Mundial de Waterpolo Femenino de 2024
El XVII Campeonato Mundial de Waterpolo Femenino se celebró en Doha (Catar) entre el 4 y 16 de febrero de 2024 dentro del XXI Campeonato Mundial de Natación. El evento fue organizado por la Federación Internacional de Natación (FINA) y la Federación Catarí de Natación.
Un total de dieciséis selecciones nacionales afiliadas a la FINA compitieron por el título mundial, cuyo anterior portador era el equipo de los Países Bajos, vencedor del Mundial de 2023. Los partidos se disputaron en el Aspire Dome de la capital catarí.
La selección de los Estados Unidos se adjudicó la medalla de oro al derrotar en la final al equipo de Hungría con un marcador de 8-7. En el partido por el tercer puesto el conjunto de España venció al de Grecia.

## Grupos
| Grupo A        | Grupo B | Grupo C       | Grupo D     |
| -------------- | ------- | ------------- | ----------- |
| Brasil         | España  | Singapur      | Italia      |
| Estados Unidos | Grecia  | Hungría       | Sudáfrica   |
| Kazajistán     | China   | Australia     | Reino Unido |
| Países Bajos   | Francia | Nueva Zelanda | Canadá      |

## Fase preliminar
- Todos los partidos en la hora local de Catar (UTC+3).

### Grupo A
| Equipo         | J | G | GP | PP | P | GF | GC | DG  | PTS |
| -------------- | - | - | -- | -- | - | -- | -- | --- | --- |
| Estados Unidos | 3 | 3 | 0  | 0  | 0 | 63 | 16 | +47 | 9   |
| Países Bajos   | 3 | 2 | 0  | 0  | 1 | 62 | 19 | +43 | 6   |
| Kazajistán     | 3 | 0 | 1  | 0  | 2 | 23 | 74 | -51 | 2   |
| Brasil         | 3 | 0 | 0  | 1  | 2 | 25 | 64 | -39 | 1   |

- Resultados

| Fecha | Hora  | Partido        | Partido | Partido        | Resultado |
| ----- | ----- | -------------- | ------- | -------------- | --------- |
| 04.02 | 09:00 | Kazajistán     | -       | Brasil         | 16-15 PEN |
| 04.02 | 18:45 | Estados Unidos | -       | Países Bajos   | 10-8      |
| 06.02 | 17:30 | Países Bajos   | -       | Kazajistán     | 27-4      |
| 06.02 | 20:30 | Brasil         | -       | Estados Unidos | 5-21      |
| 08.02 | 16:00 | Brasil         | -       | Países Bajos   | 5-27      |
| 08.02 | 17:30 | Estados Unidos | -       | Kazajistán     | 32-3      |

### Grupo B
| Equipo  | J | G | GP | PP | P | GF | GC | DG  | PTS |
| ------- | - | - | -- | -- | - | -- | -- | --- | --- |
| España  | 3 | 3 | 0  | 0  | 0 | 48 | 20 | +28 | 9   |
| Grecia  | 3 | 2 | 0  | 0  | 1 | 41 | 31 | +10 | 6   |
| China   | 3 | 0 | 1  | 0  | 2 | 25 | 50 | -25 | 2   |
| Francia | 3 | 0 | 0  | 1  | 2 | 23 | 36 | -13 | 1   |

- Resultados

| Fecha | Hora  | Partido | Partido | Partido | Resultado |
| ----- | ----- | ------- | ------- | ------- | --------- |
| 04.02 | 10:30 | China   | -       | España  | 5-18      |
| 04.02 | 12:00 | Grecia  | -       | Francia | 11-6      |
| 06.02 | 09:00 | Francia | -       | China   | 10-11 PEN |
| 06.02 | 19:00 | España  | -       | Grecia  | 16-8      |
| 08.02 | 19:00 | España  | -       | Francia | 14-7      |
| 08.02 | 20:30 | Grecia  | -       | China   | 22-9      |

### Grupo C
| Equipo        | J | G | GP | PP | P | GF | GC  | DG  | PTS |
| ------------- | - | - | -- | -- | - | -- | --- | --- | --- |
| Hungría       | 3 | 3 | 0  | 0  | 0 | 71 | 19  | +52 | 9   |
| Australia     | 3 | 2 | 0  | 0  | 1 | 54 | 20  | +34 | 6   |
| Nueva Zelanda | 3 | 1 | 0  | 0  | 2 | 44 | 36  | +8  | 3   |
| Singapur      | 3 | 0 | 0  | 0  | 3 | 7  | 101 | -94 | 0   |

- Resultados

| Fecha | Hora  | Partido       | Partido | Partido       | Resultado |
| ----- | ----- | ------------- | ------- | ------------- | --------- |
| 04.02 | 13:30 | Australia     | -       | Singapur      | 32-1      |
| 04.02 | 15:00 | Hungría       | -       | Nueva Zelanda | 19-8      |
| 06.02 | 09:30 | Nueva Zelanda | -       | Australia     | 6-13      |
| 06.02 | 13:30 | Singapur      | -       | Hungría       | 2-39      |
| 08.02 | 09:00 | Singapur      | -       | Nueva Zelanda | 4-30      |
| 08.02 | 13:30 | Hungría       | -       | Australia     | 13-9      |

### Grupo D
| Equipo      | J | G | GP | PP | P | GF | GC | DG  | PTS |
| ----------- | - | - | -- | -- | - | -- | -- | --- | --- |
| Italia      | 3 | 3 | 0  | 0  | 0 | 59 | 21 | +38 | 9   |
| Canadá      | 3 | 2 | 0  | 0  | 1 | 52 | 19 | +33 | 6   |
| Reino Unido | 3 | 1 | 0  | 0  | 2 | 29 | 47 | -18 | 3   |
| Sudáfrica   | 3 | 0 | 0  | 0  | 3 | 10 | 63 | -53 | 0   |

- Resultados

| Fecha | Hora  | Partido     | Partido | Partido     | Resultado |
| ----- | ----- | ----------- | ------- | ----------- | --------- |
| 04.02 | 16:30 | Reino Unido | -       | Italia      | 10-22     |
| 04.02 | 20:30 | Sudáfrica   | -       | Canadá      | 2-24      |
| 06.02 | 12:00 | Canadá      | -       | Reino Unido | 20-5      |
| 06.02 | 16:00 | Italia      | -       | Sudáfrica   | 25-3      |
| 08.02 | 10:30 | Sudáfrica   | -       | Reino Unido | 5-14      |
| 08.02 | 12:00 | Italia      | -       | Canadá      | 12-8      |

## Fase final
- Todos los partidos en la hora local de Catar (UTC+3).

|  | Clasif. a cuartos | Clasif. a cuartos |               |         | Cuartos de final | Cuartos de final |        |              | Semifinales   | Semifinales   |  |  | Final         | Final         |
|  | 10 de febrero     | 10 de febrero     |               |         | 12 de febrero    | 12 de febrero    |        |              | 14 de febrero | 14 de febrero |  |  | 16 de febrero | 16 de febrero |
|  |                   |                   |               |         |                  |                  |        |              |               |               |  |  |               |               |
|  |                   |                   |               |         |                  |                  |        |              |               |               |  |  |               |               |
|  |                   |                   |               |         |                  |                  |        |              |               |               |  |  |               |               |
|  | Estados Unidos    | 10                |               |         |                  |                  |        |              |               |               |  |  |               |               |
|  | Estados Unidos    | 10                | Australia     | 20      |                  |                  |        |              |               |               |  |  |               |               |
|  |                   | Australia         | Australia     | 20      | 9                |                  |        |              |               |               |  |  |               |               |
|  | Reino Unido       | Australia         | 8             |         | 9                | Estados Unidos   | 11     |              |               |               |  |  |               |               |
|  | Reino Unido       |                   | 8             |         |                  | Estados Unidos   | 11     |              |               |               |  |  |               |               |
|  |                   |                   |               | España  | 9                |                  |        |              |               |               |  |  |               |               |
|  | España            | 12                |               | España  | 9                |                  |        |              |               |               |  |  |               |               |
|  | España            | 12                | Nueva Zelanda | 12      |                  |                  |        |              |               |               |  |  |               |               |
|  |                   | Canadá            | Nueva Zelanda | 12      | 9                |                  |        |              |               |               |  |  |               |               |
|  | Canadá            | Canadá            | 14            |         | 9                | Estados Unidos   | 8      |              |               |               |  |  |               |               |
|  | Canadá            |                   | 14            |         |                  | Estados Unidos   | 8      |              |               |               |  |  |               |               |
|  |                   |                   |               | Hungría | 7                |                  |        |              |               |               |  |  |               |               |
|  | Hungría PEN       | 13                |               | Hungría | 7                |                  |        |              |               |               |  |  |               |               |
|  | Hungría PEN       | 13                | Países Bajos  | 16      |                  |                  |        |              |               |               |  |  |               |               |
|  |                   | Países Bajos      | Países Bajos  | 16      | 12               |                  |        |              |               |               |  |  |               |               |
|  | China             | Países Bajos      | 14            |         | 12               | Hungría PEN      | 13     | Tercer lugar | Tercer lugar  |               |  |  |               |               |
|  | China             |                   | 14            |         |                  | Hungría PEN      | 13     | Tercer lugar | Tercer lugar  |               |  |  |               |               |
|  |                   |                   |               | Grecia  | 11               |                  |        |              |               |               |  |  |               |               |
|  | Italia            | 12                |               | Grecia  | 11               |                  |        |              |               |               |  |  |               |               |
|  | Italia            | 12                | Kazajistán    | 5       |                  |                  | España | 10           |               |               |  |  |               |               |
|  |                   | Grecia            | Kazajistán    | 5       | 14               |                  | España | 10           |               |               |  |  |               |               |
|  | Grecia            | Grecia            | 24            |         | 14               | Grecia           | 9      |              |               |               |  |  |               |               |
|  | Grecia            |                   | 24            |         |                  | Grecia           | 9      |              |               |               |  |  |               |               |

### Clasificación a cuartos
| Fecha | Hora  | Partido       | Partido | Partido     | Resultado |
| ----- | ----- | ------------- | ------- | ----------- | --------- |
| 10.02 | 12:00 | Países Bajos  | -       | China       | 16-14     |
| 10.02 | 16:00 | Kazajistán    | -       | Grecia      | 5-24      |
| 10.02 | 17:30 | Australia     | -       | Reino Unido | 20-8      |
| 10.02 | 19:00 | Nueva Zelanda | -       | Canadá      | 12-14     |

### Cuartos de final
| Fecha | Hora  | Partido        | Partido | Partido      | Resultado |
| ----- | ----- | -------------- | ------- | ------------ | --------- |
| 12.02 | 16:00 | Estados Unidos | -       | Australia    | 10-9      |
| 12.02 | 17:30 | España         | -       | Canadá       | 12-9      |
| 12.02 | 19:00 | Hungría        | -       | Países Bajos | 13-12 PEN |
| 12.02 | 20:30 | Italia         | -       | Grecia       | 12-14     |

### Semifinales
| Fecha | Hora  | Partido        | Partido | Partido | Resultado |
| ----- | ----- | -------------- | ------- | ------- | --------- |
| 14.02 | 16:00 | Estados Unidos | -       | España  | 11-9      |
| 14.02 | 17:30 | Hungría        | -       | Grecia  | 13-11 PEN |

### Tercer lugar
| Fecha | Hora  | Partido | Partido | Partido | Resultado |
| ----- | ----- | ------- | ------- | ------- | --------- |
| 16.02 | 16:00 | España  | -       | Grecia  | 10-9      |

### Final
| Fecha | Hora  | Partido        | Partido | Partido | Resultado |
| ----- | ----- | -------------- | ------- | ------- | --------- |
| 16.02 | 17:30 | Estados Unidos | -       | Hungría | 8-7       |

### Partidos de clasificación
5.º a 8.º lugar
| Fecha | Hora  | Partido      | Partido | Partido | Resultado |
| ----- | ----- | ------------ | ------- | ------- | --------- |
| 14.02 | 12:00 | Australia    | -       | Canadá  | 10-8      |
| 14.02 | 14:30 | Países Bajos | -       | Italia  | 10-5      |

Séptimo lugar
| Fecha | Hora  | Partido | Partido | Partido | Resultado |
| ----- | ----- | ------- | ------- | ------- | --------- |
| 16.02 | 10:00 | Canadá  | -       | Italia  | 12-18     |

Quinto lugar
| Fecha | Hora  | Partido   | Partido | Partido      | Resultado |
| ----- | ----- | --------- | ------- | ------------ | --------- |
| 16.02 | 16:00 | Australia | -       | Países Bajos | 8-10      |

## Medallero
| Estados Unidos | Hungría | España |
| Emily Mary Ausmus Rachel Fattal Jenna Flynn Kaleigh Gilchrist Ashleigh Johnson Amanda Longan Denise Mammolito Madeline Musselman Ryann Neushul Tara Prentice Jordan Raney Jewel Roemer Jovana Sekulic Margaret Steffens Bayley Weber | Kamilla Faragó Krisztina Garda Gréta Gurisatti Brigitta Horváth Rita Keszthelyi Szonja Kuna Dóra Leimeter Alda Magyari Géraldine Mahieu Zsuzsanna Máté Boglárka Neszmély Rebecca Parkes Natasa Rybanska Dorottya Szilágyi Vanda Vályi | Paula Camús Amorós Paula Crespí Anna Espar Laura Ester Judith Forca María del Carmen García Paula Leitón Cristina Nogué Frigola Beatriz Ortiz Muñoz María del Pilar Peña Nona Pérez Vivas Isabel Piralkova Coello Ariadna Ruiz Barril Elena Ruiz Barril Martina Terré Martí |
| Adam Krikorian (seleccionador) | Attila Mihók (seleccionador) | Miguel Ángel Oca (seleccionador) |

## Estadísticas

### Clasificación general
| 1. Estados Unidos |
| 2. Hungría JO     |
| 3. España         |
| 4. Grecia         |
| 5. Países Bajos   |
| 6. Australia      |
| 7. Italia JO      |
| 8. Canadá         |
| 9. Nueva Zelanda  |
| 10. China         |
| 11. Reino Unido   |
| 12. Kazajistán    |
| 13. Francia       |
| 14. Sudáfrica     |
| 15. Brasil        |
| 16. Singapur      |

### Máximas goleadoras
| N.º | Nombre               | Selección     | Goles | Tiros | %     | Partidos jugados |
| --- | -------------------- | ------------- | ----- | ----- | ----- | ---------------- |
| 1   | Morgan McDowall      | Nueva Zelanda | 31    | 42    | 74 %  | 6                |
| 2   | Irini Ninu           | Grecia        | 24    | 37    | 65 %  | 7                |
| 3   | Rita Keszthelyi      | Hungría       | 20    | 37    | 54 %  | 6                |
| 4   | Kitty-Lynn Joustra   | Países Bajos  | 19    | 19    | 100 % | 7                |
| 5   | Emmerson Houghton    | Nueva Zelanda | 18    | 47    | 38 %  | 6                |
| 6   | Gréta Gurisatti      | Hungría       | 17    | 33    | 52 %  | 6                |
| 6   | Simone van de Kraats | Países Bajos  | 17    | 25    | 68 %  | 6                |
| 6   | Alice Williams       | Australia     | 17    | 32    | 53 %  | 7                |
| 9   | Roberta Bianconi     | Italia        | 16    | 33    | 48 %  | 6                |
| 9   | Sofia Giustini       | Italia        | 16    | 27    | 59 %  | 6                |
| 9   | Zhang Jing           | China         | 16    | 31    | 52 %  | 6                |

Fuente: 